# Phare de Turnberry
Le phare de Turnberry est un phare édifié près des ruines de Turnberry Castle (en), adjacent au terrain de golf Trump Turnberry, dans le comté de Ayrshire à l'ouest de l'Écosse.
Ce phare est géré par le Northern Lighthouse Board (NLB) à Édimbourg,l'organisation de l'aide maritime des côtes de l'Écosse.

## Histoire
La station a été conçue et réalisée par les ingénieurs civils écossais Thomas Stevenson et David Stevenson et mis en service en 1873. Le phare a été construit pour avertir des bateaux des dangers des rochers de Bristo Rock.
C'est une tour ronde de 24 m de haut, avec galerie et lanterne, attenante à une maison de gardiens de deux étages. L'édifice est peint en blanc, le dôme de la lanterne est noir. Il émet un flash blanc toutes les 15 secondes. Le phare a été automatisé en 1986 et est maintenant surveillé à distance à partir des bureaux du Northern Lighthouse Board à Édimbourg.
Il est situé proche du 10e trou du parcours de golf. En mai 2012, une demande a été faite pour que le phare soit désactivé. Cela ne fut pas le cas et il a été converti à l'énergie solaire en octobre 2013.
Donald Trump a acheté les bâtiments du phare en avril 2014 à la NLB. En février 2015 la Trump Organisation a annoncé la rénovation du bâtiment pour en faire une suite hôtelière de standing. depuis juin 2016, la suite du phare se loue pour la somme de £ 3500 par nuit.
Identifiant : ARLHS : SCO-248 - Amirauté : A4580 - NGA : 477
2.

### Lien connexe
- Liste des phares en Écosse